# Arzen
Arzén je kemijski element, ki ima v periodnem sistemu simbol As, atomsko število 33 in relativno atomsko maso 74.92. Je splošno znan metaloid, ki se uporablja v različnih pesticidih, herbicidih in insekticidih, uporablja pa se tudi v številnih zlitinah, predvsem za ojačanje in okrepitev. Pojavlja se v številnih mineralih, večinoma v kombinaciji z žveplom in kovinami, najdemo pa ga tudi v samorodni obliki v naravi.
Arzen je kemijsko zelo podoben svojemu predhodniku fosforju; v tolikšni meri, da ga delno nadomešča v biokemijskih reakcijah in je zato strupen, dobro poznan po imenom arzenik je Arzen(III)-oksid,  Med segrevanjem elementarni arzen hitro oksidira v arzenov oksid, ki ima vonj po česnu. Arzen in nekatere arzenove spojine lahko ob gretju tudi sublimirajo, tako da se pretvorijo neposredno v plin. Elementarni arzen se najde v dveh trdnih oblikah: rumeni in sivo-kovinski, z relativno gostoto 1,97 in 5,73.
Arzen je v različnih spojinah prisoten v zemeljski skorji in je zaradi tega v nekaterih delih sveta stalno prisoten v vodi, zlasti podzemni. Arzen ni esencialni element za človeka. Glavni vnos je preko rib in mesa ter vode oz. pijač. Delež vnosa v telo preko pitne vode narašča z naraščanjem koncentracije arzena v pitni vodi. Vnos z vodo preko kože in dihal ni pomemben. Večletno uživanje arzena s pitno vodo  je bilo povezano s spremembami na koži, rakom kože in drugimi raki npr.: mehurja in pljuč, žilnimi in živčnimi obolenji. Po IARC je razvrščen v skupino 1 (zadosti dokazov za rakotvornost pri ljudeh). Za otroke ali nosečnice arzen ne predstavlja večjega tveganja za zdravje kot za druge prebivalce. Mejna vrednost v pitni vodi je 0,10 µg/l. Do ureditve skladnosti naj ljudje uživajo za pitje in pripravo hrane embalirano vodo.

## Zgodovina
velja kot prvi, ki je pridobil čisto arzen]]
Arzen in arzenove anorganske spojine spremljajo človeka od najstarejših časov. Nekoč so predstavljale najpogosteje uporabljene strupe, po drugi strani pa so bile tisočletja nepogrešljive v terapiji. Prve resnejše študije segajo v čas grško-rimske civilizacije, ko jih je Hipokrat priporočil za zdravljenje rakavih obolenj. Zasledimo jih tudi v delih njegovih naslednikov Dioskorida, Plinija starejšega in Galena. Antično znanje se je ohranilo predvsem s pomočjo Arabcev in se preko njih počasi vrnilo v srednjeveško Evropo. 
V bronasti dobi so ga pogosto dodali bronu in ga tako naredili tršega in močnejšega. Do 11. Stoletja so poznali že 3 vrste arzena. To so bile bela, rumena in rdeča vrsta, oz. arzenov trioksid, arzenov trisulfid in arzenov disulfid.
Okoli leta 700 je arabski alkimist Jabir pripravil arzenov trioksid. To je bel prašek, ki je brez okusa in vonja. Albertus Magnus oz. Albert Veliki je prvi izoliral element leta 1250.
Zaradi teh značilnosti je bil arzen v srednjem veku zelo priljubljen kot strup, predvsem med višjimi sloji, zaradi česar si je prislužil vzdevka Kralj strupov in Strup kraljev. Prav tako je bil priročen kot strup zato, ker so bili simptomi zastrupitve z arzenom zelo podobni simptomom kolere. Kot strup je bil arzen zelo popularen predvsem do leta 1836, ko je James Marsh odkril test, ki preverja prisotnost arzena v telesu. Dotlej  arzena ni bilo mogoče odkriti oziroma ga identificirati kot strup, ki je povzročil smrt.

## Nahajališča in pridobivanje
Glavni vir arzena so minerali in samorodni arzen, ki pa je redkejši. Najpogostejši minerali, ki vsebujejo arzen, so: 
- arzenopirit (FeAsS)
- realgar-rdeči (As4S4),
- avripigment-rumen (As2S3),
- arzenolit (As2O3).

Pridobivamo ga iz sulfidnih rud s praženjem brez prisotnosti zraka, z oksidacijskim praženjem in redukcijo z ogljikom:  
{\displaystyle {\ce {FeAsS_{(s)}-> FeS_{(s)}{}+ As_{(g)}}}}
{\displaystyle {\ce {FeAs2_{(s)}-> FeAs_{(s)}{}+ As_{(g)}}}}
Za potrebe polprevodniške industrije mora čistost arzena znašati  več kot 99,99999 odstotkov. V ta namen se večkrat destilirani  Arzen(III)-klorid reducira v toku vodika:  
{\displaystyle {\ce {2AsCl3 + 3H2 -> 6HCl + 2As}}}
Največji svetovni proizvajalec arzena je Kitajska, ki proizvede kar 50% svetovnega arzena. Sledijo ji Čile, Peru, Maroko. 